# Filmfinanzierung
Unter Filmfinanzierung versteht man die Beschaffung von Kapital zur Herstellung eines Filmes. Die Finanzierungsphase in der Filmproduktion sollte in der Regel parallel zur Stoffentwicklung begonnen werden.
Vor Beginn der Finanzierungsphase müssen mit einer Filmkalkulation alle Kosten ermittelt werden, die bei der Produktion des Films entstehen werden. Erst wenn die Finanzierung des Films gesichert ist, wird die Greenlight genannte Freigabe der Produktion erteilt.

## Filmfinanzierungsmodelle
Während in Europa die Auftragsproduktion den Hauptteil der Filmproduktionen ausmacht und Kinofilme in den meisten Fällen auf Filmförderung angewiesen sind, dominiert in den Vereinigten Staaten die Eigenproduktion und Eigenfinanzierung von Filmen. Dies ist möglich, da die großen US-amerikanischen Filmproduktionsgesellschaften über ein weit entwickeltes Vermarktungs- und Vertriebssystem sowie über große Werbebudgets verfügen.
Gängige Produktionsart ist im Zeitalter des Fernsehens die Auftragsproduktion. Als Auftraggeber fungieren meist Fernsehsender, Verleih- und Vertriebsunternehmen. Im Gegensatz zu Eigenproduktionen sind sie weniger von öffentlichen Fördermitteln wie Filmförderungen der Länder und des Bundes oder privat aufgelegten Filmfonds abhängig, sondern schöpfen ihre finanziellen Mittel aus den Zahlungen des Auftraggebers bzw. der Auftraggeber. Diese finanziellen Beiträge werden vom Auftraggeber meist gestaffelt an den Produzenten ausgezahlt. Aufgrund der immer knapper werdenden Budgets im TV-Geschäft zeigen sich die Sender seit einiger Zeit bereit, Produzenten Lizenzrechte gegen eine finanzielle Beteiligung zuzugestehen.

## Finanzierungselemente
Die eingesetzten Eigenmittel können Barmittel sein, aber auch unbedingt rückzahlbare Darlehen. Fremdmittel können Risikoinvestitionen von Finanziers (Equity), Rückstellungen (Zahlungsaufschub von Teil-Ansprüchen bis zur Bezahlung aus Erlösen) von Mitarbeitern und Darstellern und Sachleistungen, Erlöse aus Vorverkäufen und Lizenzierung von Rechten (presales) und Minimumerlösgarantien aus der Vergabe von Vertriebsrechten, z. B. an einen Verleih (Verleihgarantie) oder einen Weltvertrieb sein. Je nach Größe eines Filmvorhabens können sich mehrere nationale und internationale Produzenten zu Koproduktionen zusammenschließen und die Herstellung eines Films gemeinsam finanzieren.
In einzelnen Staaten bestehen Möglichkeiten der finanziellen Unterstützung der Filmherstellung in Form von Steuererleichterungen bis hin zu direkten Subventionen bzw. Beihilfen. Steuererleichterungen können an Qualitätsvorgaben gebunden sein, wie etwa an die Erfüllung der Ansprüche zur Erlangung eines Filmprädikats. Auch Beihilfen sind meist an Kriterien gebunden, wie z. B. im Falle des Deutschen Filmförderfonds (DFFF). Hier ist u. a. die Erfüllung eines kulturellen Tests notwendig.
Diese Aktivitäten der Staaten sind zur Stärkung der eigenen Filmwirtschaft und auch zur Unterstützung der eigenen Filmkultur gedacht. Nach Maßgabe gesetzlicher Vorschriften können Filmproduzenten dieser Staaten diese Finanzierungsmöglichkeiten nutzen. 
Jede Finanzierung wird zu einem Anspruch an Erlösen aus der Auswertung des Films führen, zumindest bis zur vollständigen Rückführung der jeweils eingesetzten Finanzierungsmittel. Ausnahmen sind Subventionen/Beihilfen und Steuererstattungen. Über die Rückführung der eingesetzten Finanzierungsmittel hinaus besteht auch die Möglichkeit der Gewinnbeteiligung. Diese wird in der Regel zwischen den Produzenten nach dem Anteilsschlüssel am Urheberrecht des Films aufgeteilt. Diese Erlös- und Gewinnansprüche werden nach einem Verteilungsschlüssel in verschiedenen Stufen bzw. Rängen in den jeweiligen Finanzierungsverträgen festgelegt. 
Die Finanzierung eines Fernsehfilms (TV-Auftragsproduktion) erfolgt in der Regel durch eine Auftragsvergabe an den Produzenten mit einer hundertprozentigen Finanzierung der Herstellungskosten. Die Herstellungskosten für einen 90-minütigen Fernsehfilm in Deutschland betragen ca. 1–1,5 Millionen Euro.
Jeder Finanzier wird die Marktfähigkeit eines Produktes bemessen, um die Höhe seines Risikos einschätzen zu können. Je geringer die Marktfähigkeit eines Films, desto geringer wird das Budget des Films sein. Da deutsche Kinofilme häufig nur auf dem nationalen Markt ausgewertet werden, gelingt die vollständige Rückführung der Finanzierung der Herstellungskosten selten. Daher stehen den auf Deutsch produzierten Filmen meist nur begrenzte Budgets zur Verfügung, was sich auch auf die Anmutung der Filme im Gegensatz zu Blockbuster Filmen aus den USA widerspiegeln kann. Da im wichtigsten Markt (USA) eine Synchronisierung vom Publikum nicht akzeptiert wird, ist das Risiko eines finanziellen Verlustes des Produzenten oder des Filminvestors bei einer deutschsprachigen Produktion ungleich höher als bei einem in Englisch produzierten Film. Um die Budgets und damit auch das Production Value zu erhöhen, kann u. a. Filmförderung beantragt werden. Da es sich bei Filmförderungen aber um Gremiumsentscheidungen handelt, ist diese Finanzierungsquelle nicht als fest kalkulierbare Größe zu betrachten. 
Deutsche Fernsehfilme sind entweder durch Gebühren oder Werbeeinnahmen für die Sender vollständig refinanziert. Allerdings sind Gebührenstopp und sich immer weiter verringernde Werbeeinnahmen für die Fernsehsender Anlass, mit verringerten Finanzierungen Aufträge zu erteilen, was zu einer Verbilligung des Produkts und damit des Programms führt. Je nach Quelle der Finanzierung unterscheidet man zwischen Eigenproduktion und TV-Auftragsproduktion. 
Zum Zweck der Präsentation  muss den möglichen Kapitalgebern ein Paket (Package), bestehend aus dem Drehbuch, der Kalkulation, Besetzungen für die Hauptdarsteller und die Regie, Finanzierungsplan und Auswertungsmöglichkeiten (siehe Filmauswertung) vorgelegt werden.

## Fertigstellungsgarantie
Die Fertigstellungsgarantie bzw. Fertigstellungsversicherung ist ein wichtiger Bestandteil der Filmfinanzierung und wird vor Produktionsbeginn vertraglich festgelegt. Private Investoren – in den USA auch spezielle Unternehmen – verpflichten sich bei einer Budgetüberschreitung die erforderlichen Mittel zur Filmfertigstellung aufzubringen. Als Gegenleistung wird dafür ein Honorar verrechnet, welches in der Regel bei vier bis sechs Prozent des Budgets liegt, oder eine Gewinnbeteiligung vereinbart.
Die Fertigstellungsgarantie wird meist bei internationalen und großen Filmproduktionen von den kreditgebenden Banken, aber auch von an der Finanzierung beteiligten Investoren verlangt. Die Fertigstellungsgarantie – üblicherweise als Completion Bond Guarantee bezeichnet –, ist in der Regel keine Finanzierungsgarantie. Garantiert wird lediglich die Fertigstellung des Films. Der Completion Bond ist typischerweise mit eigenem Personal bei der Produktion anwesend und kontrolliert die Herstellung des Films. Im Falle von wesentlichen Kostenüberschreitungen hat er das Recht, die Kontrolle über die weitere Produktionstätigkeit zu übernehmen. Die Mehrkosten werden vom Completion Bond getragen. Soweit die Fertigstellung des Films als nicht mehr zweckmäßig erscheint, kann er üblicherweise alternativ die an der Filmfinanzierung beteiligten Parteien auszahlen. Bei internationalen Produktionen bestehen typischerweise aufgrund der Vielzahl der beteiligten Parteien neben den Risiken aus dem Produktionsprozess auch Risiken durch den möglichen Ausfall einzelner Finanzierungselemente. Der Completion Bond schließt diese finanziellen Risiken in der Regel aus dem Haftungsumfang der Garantie aus.

## Zwischenfinanzierung
Eine Zwischenfinanzierung wird erforderlich, wenn die Auszahlungstermine der vereinbarten Einzelfinanzierungen keine ausreichende Liquiditätsversorgung der Produktion ermöglichen. Typischerweise werden einzelne Auszahlungsraten zu bestimmten Terminen der Filmherstellung vereinbart, wie. z. B. Vertragsabschluss der Finanzierungsvereinbarung, Drehbeginn, Drehende, Rohschnittabnahme, Nullkopie sowie Materiallieferung. Liquditätsengpässe entstehen häufig zum Drehbeginn, weil dann hohe Auszahlungen getätigt werden müssen. Ebenso entsteht häufig ein Liquiditätsbedarf, weil die Auszahlung der letzten Raten sich verzögert. Der Produzent ist bei höheren Filmbudgets in der Regel nicht mehr in der Lage, diesen Liquiditätsbedarf aus eigenen Mitteln oder durch Stundungsvereinbarungen und Zielzahlungen darzustellen. In diesem Fall wird die Zwischenfinanzierung durch einen Bankkredit erforderlich.
Grundlage der Zwischenfinanzierung ist die Liquiditätsplanung, bei der die Zu- und Abflüsse der Filmproduktion gegenübergestellt werden. Hieraus ergibt sich der Liquiditätsbedarf als Ausgangspunkt für die Bankfinanzierung. Sofern Fernsehsender an der Finanzierung beteiligt sind, wird von diesen häufig als Voraussetzung für die Auszahlung der ersten Raten eine Bankbürgschaft (Aval) verlangt. Diese Bürgschaften ergänzen das Zwischenfinanzierungsinstrumentarium der Banken. Im deutschen Filialbanksystem stoßen die Möglichkeiten der Filmzwischenfinanzierung  oft an wissensbedingte Grenzen. Deshalb wird auf Seiten der Banken versucht, das Erfahrungswissen aus der Filmfinanzierung organisatorisch zu bündeln. Banken mit einem eigenen Medienteam sind insbesondere die Commerzbank, die DZ-Bank sowie die Investitionsbank des Landes Brandenburg (ILB). Daneben versuchen auch andere Banken immer wieder eigene Teams aufzubauen. Jedoch haben auch große Institute diese Versuche praktisch wieder aufgegeben. 
In Frankreich und den Vereinigten Staaten bestehen eigene Filmbanken, die bereit sind auch Filme von unabhängigen Produzenten und kleinen Produktionsfirmen vorzufinanzieren. Die Rückzahlung erfolgt in der Regel auf Raten, beginnt zwei Jahre nach Produktionsbeginn, und dauert drei bis fünf Jahre an. Die Rückzahlung des Kredits erfolgt durch Erlöse aus dem Filmverleih, der wiederum auf Erlöse aus den Filmvorführungen in den Kinos angewiesen ist. In Deutschland scheiterten Ansätze zur Etablierung von privatwirtschaftlichen Filmbanken bereits in den 20er Jahren.